# وزارة الشؤون الداخلية (رومانيا)

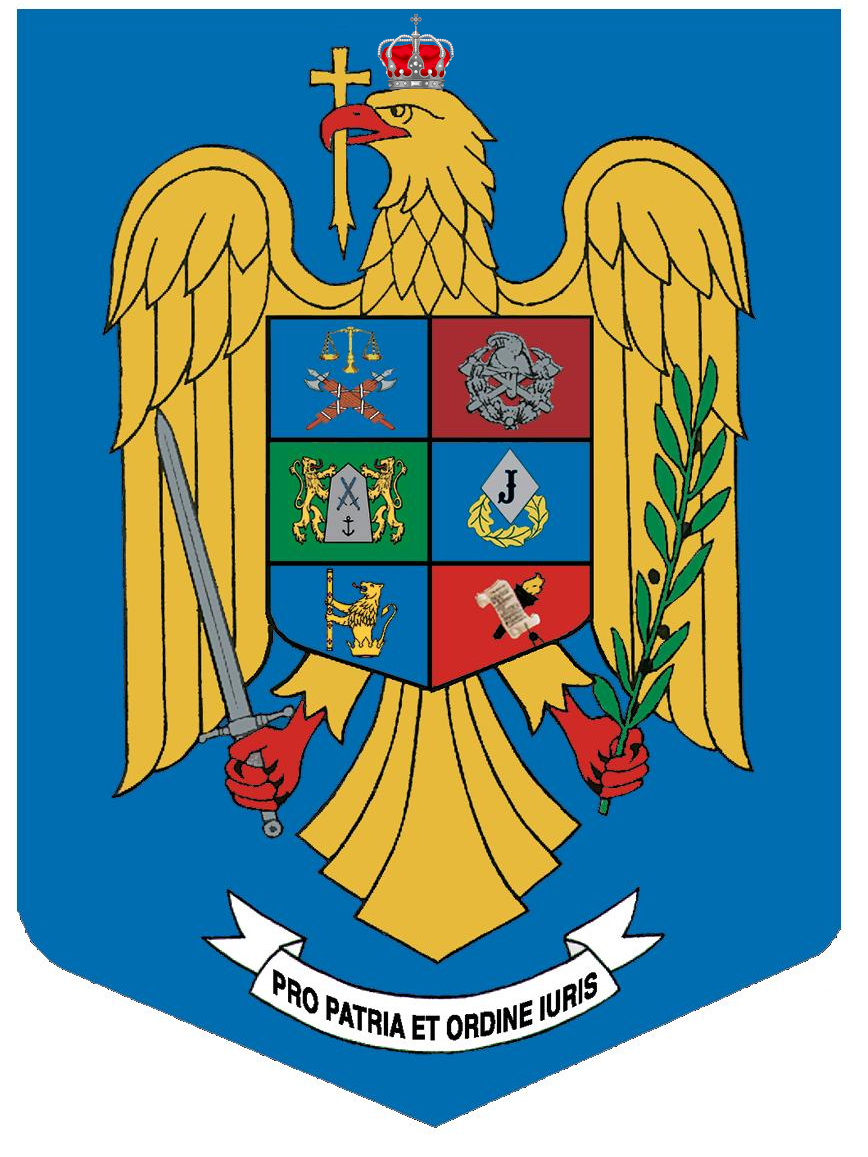

وزارة الشؤون الداخلية في رومانيا هي واحدة من خمسة عشر وزارة في حكومة رومانيا.

## هياكل تابعة
- الشرطة الرومانية
- حرس الحدود الروماني [الإنجليزية]
- الدرك الروماني [الإنجليزية]
- المديرية العامة لشؤون الاستخبارات والأمن الداخلي [الإنجليزية]
- وحدة الطيران الخاصة [الإنجليزية]